# آموزش تمبک
آموزش تُمبک یا  آموزش تمبک حسین تهرانی عنوان کتابی بر اساس تجربیات عملی نوازندهٔ شهیر تمبک حسین تهرانی، به تألیف و گردآوری موسیقی‌دان ایرانی حسین دهلوی است. این اثر نخستین کتاب آموزشی برای ساز تمبک در تاریخ موسیقی ایران است. آموزش تمبک، برای نخستین بار در سال ۱۳۵۰ منتشر شد.

## پدیدآورندگان
حسین دهلوی (زادهٔ ۱۳۰۶ – درگذشتهٔ ۱۳۹۸) موسیقی‌دان، آهنگ‌ساز و رهبر ارکستر اهل ایران بود. او نواختن ویلن را نزد ابوالحسن صبا فراگرفت و در هنرستان عالی موسیقی از آموزش‌های حسین ناصحی و «هایمو تویبرو» و پس از آن، توماس کریستین داوید بهره‌مند شد. باله بیژن و منیژه و «سبکبال» از پرآوازه‌ترین آثار او محسوب می‌شوند. دهلوی پس از درگذشت ابوالحسن صبا، در سال ۱۳۳۶ رهبری ارکستر شماره یک اداره هنرهای زیبا که بعداً «ارکستر صبا» نامیده شد را به عهده گرفت. او در سال ۱۳۴۱ به ریاست هنرستان موسیقی ملی برگزیده شد و تا فروردین ۱۳۵۰ این سمت را عهده‌دار بود. در نوزدهمین دورهٔ انتخاب کتاب سال در سال ۱۳۷۹ کتاب «پیوند شعر و موسیقی آوازی» نوشته حسین دهلوی، برنده جایزه کتاب سال شد. او همچنین در سومین همایش چهره‌های ماندگار در سال ۱۳۸۲ به عنوان «چهره ماندگار» معرفی شد. حسین دهلوی در ۲۳ مهر ۱۳۹۸ در سن ۹۲ سالگی در بیمارستان دکتر شریعتی تهران درگذشت.
حسین تهرانی (زادهٔ ۱۲۹۰ – درگذشتهٔ ۱۳۵۲) نوازندهٔ نامدار تمبک و موسیقی‌دان ایرانی بود. و از کودکی به موسیقی گرایش داشت و نزد حسین‌خان اسماعیل‌زاده آموزش دید. وی از آموزش‌های هنرمندانی نظیر: رضا روانبخش، مهدی قیاسی، کنگرلو و ابوالحسن صبا بهره‌مند شد. او در سال نخست تأسیس رادیو تهران در آن سازمان به فعالیت پرداخت و در سال ۱۳۲۳ به مدرسهٔ موسیقی علی‌نقی وزیری راه یافت و تدریس تمبک را در آن مدرسه به عهده گرفت و کار خود را تا سال ۱۳۲۸ که هنرستان موسیقی ملی به همت روح‌الله خالقی آغاز به کار کرد، ادامه داد. وی برای نخستین بار دست به ایجاد گروه تمبک زد و برای آن‌ها قطعاتی را تنظیم نمود. حسین تهرانی در ۶ اسفند ۱۳۵۲ در تهران درگذشت.

## همکاران
در کتاب آموزش تمبک٬ علاوه بر حسین تهرانی که قسمت‌های عملی را نوشته و تنظیم نموده‌است، هنرمندانی نظیر: «هوشنگ ظریف» (نت‌نویسی)، «مصطفی کمال پورتراب» (تدوین مطالب نظری)، فرهاد فخرالدینی (تنظیم مطالب نظری و تدوین و چاپ)، داریوش صفوت و پرویز منصوری (تهیهٔ بعضی مطالب)، ضیاءالدین سجادی و محمد ایرانی مجرد (تحقیق و نظر)، محمد اسماعیلی (بررسی تمرین‌ها و برخی گفتارها)، محمد دبیرسیاقی و محمدرضا باطنی (به‌کارگیری بعضی لغات)٬ فرامرز پایور (فعالیت‌های هنری حسین تهرانی)، سیامک بنایی (نت‌نویسی) و … در گردآوری و چاپ این اثر همکاری داشته‌اند.

## کلمهٔ تمبک
حسین دهلوی در مقدمهٔ کتاب در مورد انتخاب کلمهٔ «تمبک» نوشته است:
طنین هجای «تُم» بیش از هجاهای «دُم، دُن، تُن» و غیره (در اسامی دمبک، دنبک، تنبک ...) بازگو کنندهٔ صدای حاصل از اجرا در ناحیهٔ مرکزی این ساز است و از طرفی چون برطبقِ یکی از قواعد تلفظ زبان فارسی، هرگاه حرف «ن» ساکن در کلمه، قبل از «ب» واقع شود، در تلفظ به «م» تبدیل می‌گردد، لذا نام این ساز آن‌طور  که تلفظ می‌شود، «تمبک» اختیار و در این کتاب به‌کاربرده شده است.»

## محتوا
کتاب آموزش تمبک شامل بخش‌های زیر است:
پیش‌گفتار، شرحی از زندگی و خدمات هنری حسین تهرانی، گفتار یکم: «بحث لُغوی، چغانهٔ طرب» ، گفتار دوم: «اصول کلی دربارهٔ وزن» ، گفتار سوم: «قسمت‌های تمبک و طرز گرفتن آن» ، گفتار چهارم: «نوت‌نویسی تمبک و طرز اجرای علامت‌های آن» ، گفتار پنجم: «توضیحاتی دربارهٔ تمبک و ساختمان آن، توصیه‌هایی به نوازندگان تمبک» ، واژه‌ها و نشانه‌های اجرایی تمبک (از چپ به راست)، بخش تمرین‌ها (از چپ به راست)، قطعاتی برای گروه‌نوازی تمبک

## آلبوم صوتی
در سال ۱۳۷۷ بخش تمرین‌های کتاب آموزش تمبک توسط محمد اسماعیلی اجرا، ضبط و توسط مؤسسه فرهنگی هنری ماهور منتشر شد.
در سال ۱۳۸۷ نیز آلبوم «آموزش تمبک حسین تهرانی» توسط مؤسسه فرهنگی هنری ماهور منتشر شد. در این آلبوم که در دو «دی وی دی» ارائه شده حدود ۲۰۰ تمرین در ۲۶ بخش برای هنرجویان تمبک توسط محمد اسماعیلی اجرا شده‌است.

## یادداشت
1. ↑  در کتاب آموزش تمبک،سال تولد حسین تهرانی ۱۲۹۱ نگاشته شده است.[۱۰]